# Peucedanum chryseum
Peucedanum chryseum är en flockblommig växtart som först beskrevs av Pierre Edmond Boissier och Theodor Heinrich von Heldreich, och fick sitt nu gällande namn av David Franklin Chamberlain. Peucedanum chryseum ingår i släktet siljor, och familjen flockblommiga växter. Inga underarter finns listade i Catalogue of Life.